# Aleuroclava
Aleuroclava is een geslacht van halfvleugeligen (Hemiptera) uit de familie witte vliegen (Aleyrodidae), onderfamilie Aleyrodinae.
De wetenschappelijke naam van dit geslacht is voor het eerst geldig gepubliceerd door Singh in 1931. De typesoort is Aleuroclava complex.

## Soorten
Aleuroclava omvat de volgende soorten:
- Aleuroclava afriae Sundararaj & David, 1995
- Aleuroclava angkorensis (Takahashi, 1942)
- Aleuroclava artocarpi (Corbett, 1935)
- Aleuroclava aucubae (Kuwana, 1911)
- Aleuroclava ayyari (Sundararaj & David, 1993)
- Aleuroclava baccaureae (Corbett, 1935)
- Aleuroclava bauhiniae (Corbett, 1935)
- Aleuroclava bifurcata (Corbett, 1933)
- Aleuroclava bilineata Sundararaj & David, 1993
- Aleuroclava bulbiformi (Qureshi, 1982)
- Aleuroclava burmanicus (Singh, 1938)
- Aleuroclava calicutensis Dubey & Sundararaj, 2005
- Aleuroclava calycopteriseae Dubey & Sundararaj, 2005
- Aleuroclava canangae (Corbett, 1935)
- Aleuroclava cardamomi (David & Subramaniam, 1976)
- Aleuroclava carpini (Takahashi, 1939)
- Aleuroclava cinnamomi Jesudasan & David, 1991
- Aleuroclava citri Jesudasan & David, 1991
- Aleuroclava citrifolii (Corbett, 1935)
- Aleuroclava complex Singh, 1931
- Aleuroclava cordii (Qureshi, 1982)
- Aleuroclava davidi (Qureshi, 1982)
- Aleuroclava dehradunensis Jesudasan & David, 1991
- Aleuroclava doddabettaensis Dubey & Sundararaj, 2005
- Aleuroclava doveri (Corbett, 1935)
- Aleuroclava dubius (Bink-Moenen, 1983)
- Aleuroclava ehretiae Jesudasan & David, 1991
- Aleuroclava elatostemae (Takahashi, 1932)
- Aleuroclava erythrinae (Corbett, 1935)
- Aleuroclava eugeniae (Corbett, 1935)
- Aleuroclava euphoriae (Takahashi, 1942)
- Aleuroclava euryae (Kuwana, 1911)
- Aleuroclava evanantiae Jesudasan & David, 1991
- Aleuroclava fici (Corbett, 1935)
- Aleuroclava ficicola (Takahashi, 1932)
- Aleuroclava filamentosa (Corbett, 1933)
- Aleuroclava flabellus (Takahashi, 1949)
- Aleuroclava fletcheri (Sundararaj & David, 1992)
- Aleuroclava goaensis Jesudasan & David, 1991
- Aleuroclava gordoniae (Takahashi, 1932)
- Aleuroclava grewiae Sundararaj & David, 1993
- Aleuroclava guyavae (Takahashi, 1932)
- Aleuroclava hexcantha (Singh, 1940)
- Aleuroclava hikosanensis (Takahashi, 1938)
- Aleuroclava hindustanicus (Meganathan & David, 1994)
- Aleuroclava indicus (Singh, 1931)
- Aleuroclava jasmini (Takahashi, 1932)
- Aleuroclava kanyakumariensis Sundararaj & David, 1993
- Aleuroclava kavalurensis Jesudasan & David, 1991
- Aleuroclava kerala Martin & Mound, 2007
- Aleuroclava kharazii Manzari & Shahbazvar, 2010[3]
- Aleuroclava kudremukhensis Dubey & Sundararaj, 2005
- Aleuroclava kuwanai (Takahashi, 1934)
- Aleuroclava lagerstroemiae (Takahashi, 1934)
- Aleuroclava lanceolata (Takahashi, 1949)
- Aleuroclava latus (Takahashi, 1934)
- Aleuroclava lefroyi (Sundararaj & David, 1993)
- Aleuroclava lithocarpi (Takahashi, 1934)
- Aleuroclava longisetosus Jesudasan & David, 1991
- Aleuroclava longispinus (Takahashi, 1934)
- Aleuroclava louiseae Sundararaj & David, 1993
- Aleuroclava macarangae (Corbett, 1935)
- Aleuroclava madhucae Jesudasan & David, 1991
- Aleuroclava magnoliae (Takahashi, 1952)
- Aleuroclava malloti (Takahashi, 1932)
- Aleuroclava manii (David, 1978)
- Aleuroclava martini Dubey & Sundararaj, 2005
- Aleuroclava maximus (Qureshi, 1982)
- Aleuroclava melastomae (Takahashi, 1934)
- Aleuroclava meliosmae (Takahashi, 1932)
- Aleuroclava montanus (Takahashi, 1939)
- Aleuroclava multipori (Takahashi, 1935)
- Aleuroclava multituberculata Sundararaj & David, 1993
- Aleuroclava murrayae (Singh, 1931)
- Aleuroclava mysorensis Jesudasan & David, 1991
- Aleuroclava nachiensis (Takahashi, 1963)
- Aleuroclava nagercoilensis Sundararaj & David, 1993
- Aleuroclava nanjangudensis Jesudasan & David, 1991
- Aleuroclava neolitseae (Takahashi, 1934)
- Aleuroclava nephelii (Corbett, 1935)
- Aleuroclava nigeriae (Mound, 1965)
- Aleuroclava nitidus (Singh, 1932)
- Aleuroclava orientalis David & Jesudasan, 1988
- Aleuroclava papillata (Sundararaj & Dubey, 2004)
- Aleuroclava parvus (Singh, 1938)
- Aleuroclava pentatuberculata Sundararaj & David, 1993
- Aleuroclava philomenae Jesudasan & David, 1991
- Aleuroclava phyllanthi (Corbett, 1935)
- Aleuroclava piperis (Takahashi, 1935)
- Aleuroclava pongamiae Jesudasan & David, 1991
- Aleuroclava porosus (Priesner & Hosny, 1937)
- Aleuroclava psidii (Singh, 1931)
- Aleuroclava pulcherrimus (Corbett, 1935)
- Aleuroclava pyracanthae (Takahashi, 1933)
- Aleuroclava ramachandrani Dubey & Sundararaj, 2005
- Aleuroclava regui Sundararaj & David, 1993
- Aleuroclava rhododendri (Takahashi, 1935)
- Aleuroclava rosae Wang & Du, 2016[4]
- Aleuroclava saputarensis Sundararaj & David, 1993
- Aleuroclava schimae Wang, 2020[5]
- Aleuroclava selvakumarani Sundararaj & David, 1993
- Aleuroclava sepangensis Martin & Mound, 2007
- Aleuroclava siamensis (Takahashi, 1942)
- Aleuroclava similis (Takahashi, 1938)
- Aleuroclava simplex (Takahashi, 1949)
- Aleuroclava singhi Jesudasan & David, 1991
- Aleuroclava sivakasiensis Sundararaj & David, 1993
- Aleuroclava srilankaensis (David, 1993)
- Aleuroclava sterculiae Wang & Du, 2016[4]
- Aleuroclava stereospermi (Corbett, 1935)
- Aleuroclava subindica Martin & Mound, 2007
- Aleuroclava submarginatus (Qureshi, 1982)
- Aleuroclava takahashii (David & Subramaniam, 1976)
- Aleuroclava tarennae Martin & Mound, 2007
- Aleuroclava tentaculiformis (Corbett, 1935)
- Aleuroclava terminaliae Sundararaj & David, 1993
- Aleuroclava thysanospermi (Takahashi, 1934)
- Aleuroclava tianmuensis Wang & Dubey, 2014[6]
- Aleuroclava trachelospermi (Takahashi, 1938)
- Aleuroclava trilineata Sundararaj & David, 1993
- Aleuroclava tripori (Dubey & Sundararaj, 2006)
- Aleuroclava trochodendri Takahashi, 1957
- Aleuroclava ubonensis (Takahashi, 1942)
- Aleuroclava uraianus (Takahashi, 1932)
- Aleuroclava vernoniae Meganathan & David, 1994
- Aleuroclava vitexae Sundararaj & David, 1993
- Aleuroclava wrightiae Jesudasan & David, 1991